# 2-Butanol
2-Butanol eller sec-butanol är en sekundär alkohol med formeln C4H9OH.

## Framställning
2-Butanol kan framställas genom hydratisering av buten med svavelsyra som katalysator.

## Användning
2-Butanol används industriellt för att tillverka butanon (metyletylketon, MEK) som är ett vanligt lösningsmedel. Estrar av 2-butanol har ofta en behaglig doft och används i parfymer.